# Chirk-aquaduct
Het Chirk-aquaduct is een aquaduct of kanaalbrug in het Llangollen Canal. Het is 220 meter lang en 27 meter hoog. Het gaat over de Ceirog-vallei bij Chirk, op de grens tussen Engeland en Wales. Het is een onderdeel van het Aquaduct en kanaal van Pontcysyllte dat bij de sessie van 2009 toegevoegd werd aan het UNESCO-werelderfgoed.
Het aquaduct is ontworpen door ingenieur Thomas Telford als onderdeel van het Ellesmere Canal. M. Davidson was de belangrijkste man ter plaatste en hij heeft ook op andere projecten met Telford samengewerkt. De eerste steen werd gelegd op 17 juni 1796 en het aquaduct werd voltooid in 1801.
Het geheel is gemaakt van natuursteen, maar de bak waar het water in staat is van gietijzer. De gemetselde muren nemen het zicht op de gietijzeren bak weg. Het was als eerste voorzien van een jaagpad. De totale kosten bedroegen 20.898 pond sterling. Het aquaduct was een vervolg op het innovatieve Longdon-on-Tern-aquaduct van Telford in het Shrewsbury Canal en een voorloper van het Pontcysyllte-aquaduct, ook op het Llangollen-kanaal. Het was korte tijd het hoogste aquaduct ooit gebouwd. In  april 1966 kreeg het een Grade II* status.
Het aquaduct telt 10 bogen elk met een lengte van 12 meter. Gemeten vanaf het diepste punt van de vallei ligt de brug zo’n 21 meter hoger. William Hazledine was verantwoordelijk voor de levering van de gietijzeren platen. Aanvankelijk lager er alleen platen op de bodem van het aquaduct, maar door lekkage problemen zijn de zijkanten in 1870 ook met platen bekleed.
Later is nog een spoorbrug naast het aquaduct gelegd. Deze ligt hoger en de twee zijn daardoor gemakkelijk te onderscheiden. Bij het aquaduct ligt ook de Chirk Tunnel.

## Foto's

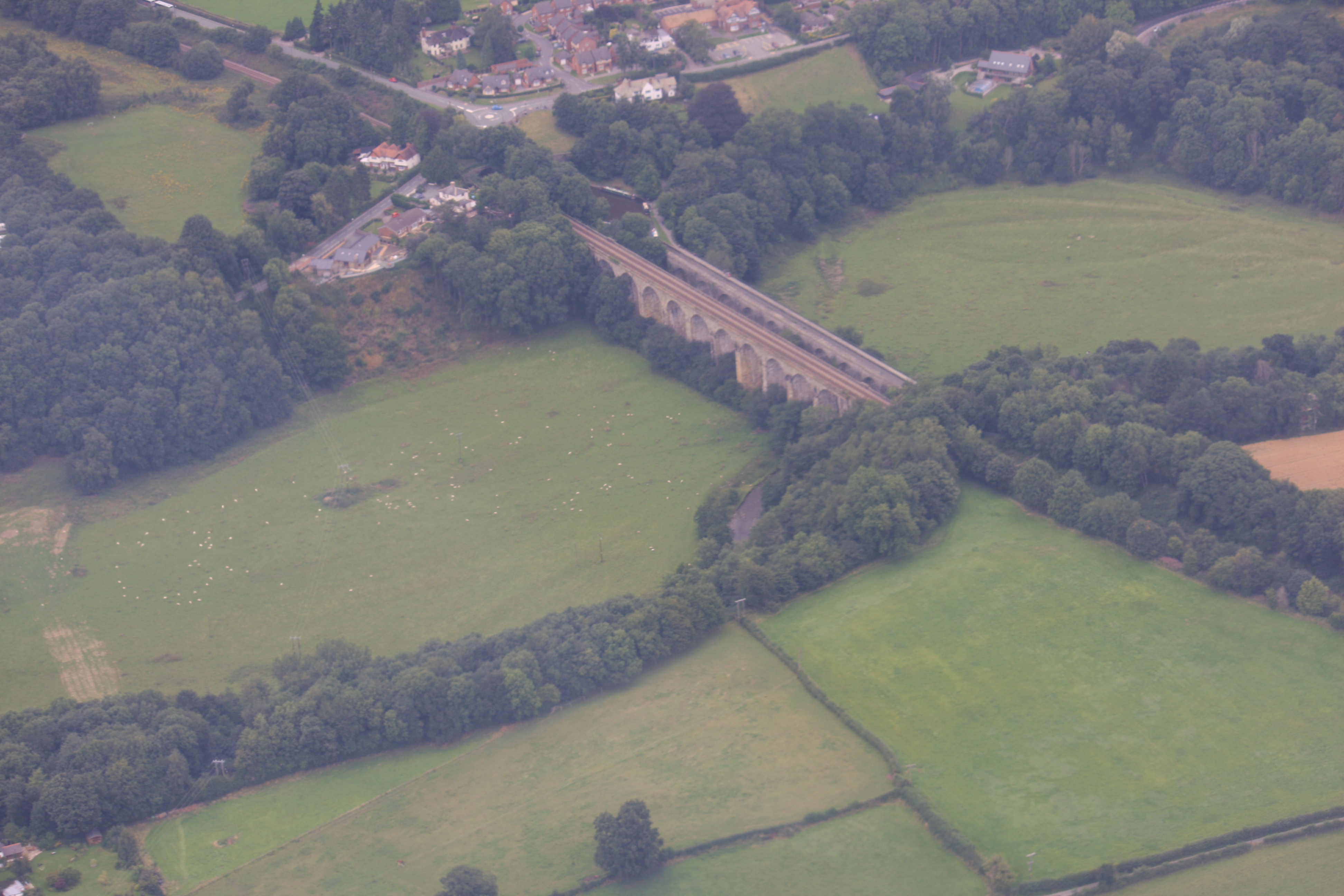
Zicht op aquaduct vanuit de lucht
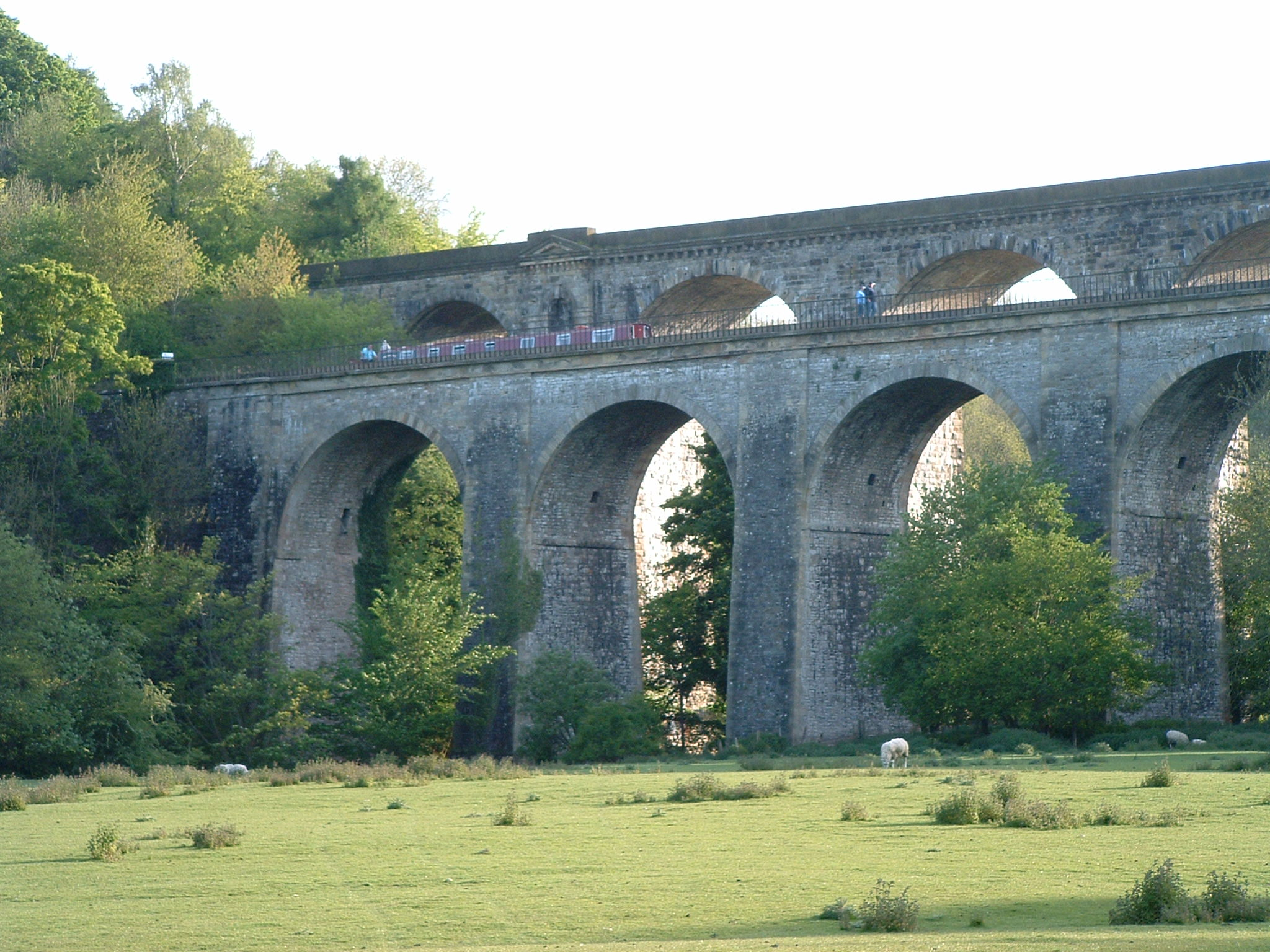
Zijaanzicht met erachter de spoorbrug
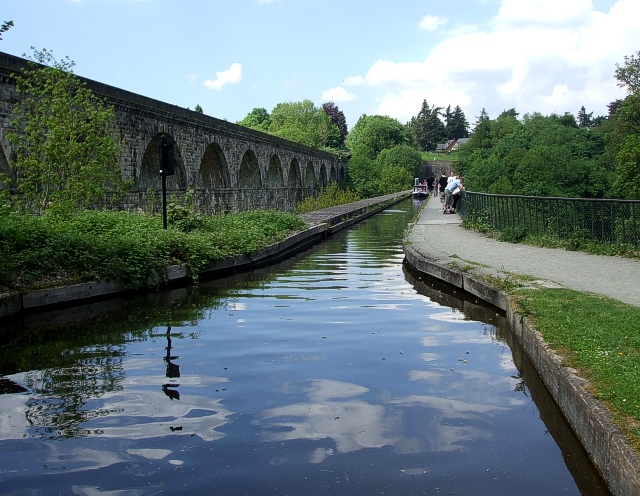
Zicht op vaarweg met jaagpad